# Leptobasis mauffrayi
Leptobasis mauffrayi – gatunek ważki z rodziny łątkowatych (Coenagrionidae).